# Supercopa da Itália de 2023
A Supercopa da Itália de 2023 ou Supercoppa Italiana 2023 foi a 36ª edição da Supercopa da Itália de futebol. Também foi a primeira edição a contar com quatro equipas, uma expansão do formato anterior de jogo único entre dois clubes.

## Participantes
| Equipe         | Classificação                             | Participações anteriores (negrito indica vitória)                     |
| -------------- | ----------------------------------------- | --------------------------------------------------------------------- |
| Napoli         | Campeão da Série A de 2022–23             | 4 (1990, 2012, 2014, 2020)                                            |
| Internazionale | Campeão da Copa da Itália de 2022–23      | 11 (1989, 2000, 2005, 2006, 2007, 2008, 2009, 2010, 2011, 2021, 2022) |
| Lazio          | Vice-campeão da Série A de 2022–23        | 8 (1998, 2000, 2004, 2009, 2013, 2015, 2017, 2019)                    |
| Fiorentina     | Vice-campeão da Copa da Itália de 2022–23 | 2 (1996, 2001)                                                        |

## Partidas
- Os horários listados são UTC+3.
- Todas as três partidas estão sendo realizadas no Estádio Universitário Rei Saud, em Riade, na Arábia Saudita.

### Suporte
|  | Semifinais                    | Semifinais     |                               |   | Final | Final |
|  |                               |                |                               |   |       |       |
|  | 18 de janeiro de 2024 – Riade |                |                               |   |       |       |
|  |                               |                |                               |   |       |       |
|  | Napoli                        | 3              |                               |   |       |       |
|  | Napoli                        | 3              | 22 de janeiro de 2024 – Riade |   |       |       |
|  | Fiorentina                    | 0              |                               |   |       |       |
|  | Fiorentina                    | 0              | Napoli                        | 0 |       |       |
|  | 19 de janeiro de 2024 – Riade |                | Napoli                        | 0 |       |       |
|  |                               | Internazionale | 1                             |   |       |       |
|  | Internazionale                | Internazionale | 1                             | 3 |       |       |
|  | Internazionale                |                |                               | 3 |       |       |
|  | Lazio                         | 0              |                               |   |       |       |
|  | Lazio                         | 0              |                               |   |       |       |

### Semifinais
| 18 de janeiro | Napoli                      | 3 – 0     | Fiorentina | Estádio Universitário Rei Saud, Riade     |
| 22:00         | Simeone 22' Zerbin 84', 86' | Relatório |            | Público: 9 762 Árbitro: Federico La Penna |

| 19 de janeiro | Internazionale                                    | 3 – 0     | Lazio | Estádio Universitário Rei Saud, Riade     |
| 22:00         | Thuram 17' · Çalhanoğlu 50' (pen.) · Frattesi 87' | Relatório |       | Público: 20,767 Árbitro: Matteo Marchetti |

### Final
| 22 de janeiro | Napoli | 0 – 1     | Internazionale | Estádio Universitário Rei Saud, Riade    |
| 22:00         |        | Relatório | Martínez 90+1' | Público: 24,900 Árbitro: Antonio Rapuano |

## Campeão
| Supercopa da Itália de 2023 |
| Itália                      |
| --------------------------- |
| Internazionale (8º título)  |